# Pelourinho de Bemposta
O Pelourinho de Bemposta localiza-se na freguesia de Bemposta, município de Mogadouro, distrito de Bragança, em Portugal.
Este pelourinho encontra-se classificado como Imóvel de Interesse Público desde 1933.